# Komarnica
Komarnica je naselje v Občini Cerkvenjak.